# Лена (Астурія)
Лена (ісп. Lena, аст. Ḷḷena) — муніципалітет в Іспанії, у складі автономної спільноти Астурія. Населення — 12 766 осіб (2009).
Муніципалітет розташований на відстані близько 350 км на північний захід від Мадрида, 22 км на південь від Ов'єдо.
Муніципалітет складається з таких паррокій: Кабесон, Кампоманес, Карабансо, Касорвіда, Кастієльйо, Колумб'єльйо, Конгостінас, Фельгерас, Еріас, Хомесана, Лас-Пуентес, Льянос, Муньйон-Сімеро, Муньйон-Фондеро, Пахарес, Парана, Піньєра, Пола-де-Лена, Сан-Мігель-дель-Ріо, Сотьєльйо, Тельєдо, Туїса, Вільяльяна, Суреда.

## Демографія
Динаміка населення (INE ):

## Галерея зображень

Розташування муніципалітету
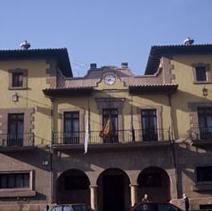
Муніципальна рада
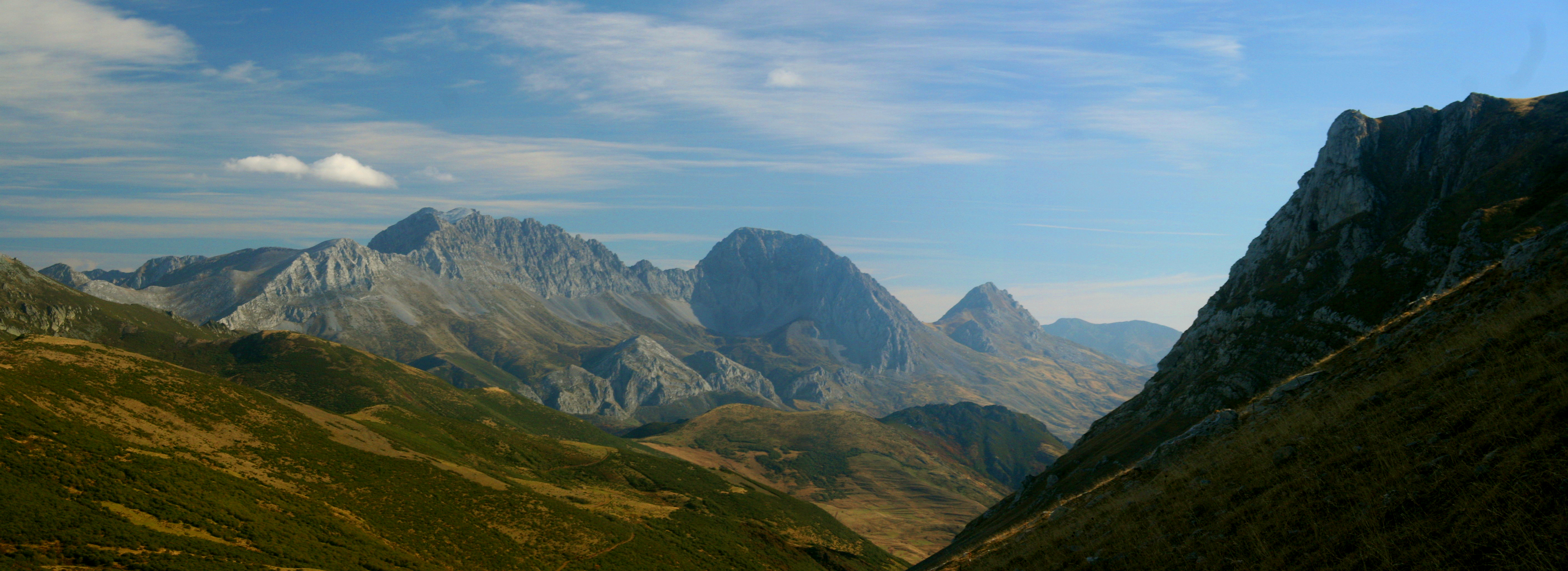
Лас-Убіньяс